# 致死量
致死量（英語：Lethal dose，缩写LD）是指特定物質或是輻射可造成死亡的量。對於不同的動物，或是其他條件差異（如年齡、健康狀態等）而言，同一物質所能致死的量並不一定。
這些數值多數是來自動物實驗，鮮少有紀錄是來自人類。
致死量可分為半數致死量（LD50）和最低致死量（LDLo），半數致死量指的是能殺死一半試驗總體的劑量，最低致死量指的是能殺死一個生物所需要的最低藥物劑量